# Enlace fijo de Fehmarn
El Enlace Fijo de Fehmarn (danés: en danés: Femern Bælt-forbindelsen, alemán: en alemán: Fehmarnbelt-Querung) es un túnel submarino que permitirá conectar la isla danesa de Lolland con la isla alemana de Fehmarn. 
El túnel cruzará el estrecho de Fehmarn en el Mar Báltico alrededor de 18 kilómetros (11 mi), proporcionando un enlace directo por ferrocarril y carretera entre el norte de Alemania y Lolland, y además conectando la isla de Zealand y Copenhague. Esta ruta es conocida en alemán como el Vogelfluglinie y en danés como el Fugleflugtslinjen (literalmente, "línea de vuelo de los pájaros", señalando a esta importante ruta de migración de aves).

## Historia

### Propuesta de puente
Desde 1963, la isla alemana de Fehmarn ha estado conectada al continente a través del Puente de Fehmarn Sound. Desde entonces, la conexión con la isla danesa de Lolland se realiza mediante un servicio regular de transbordadores que cruza el estrecho. Esto inició la discusión sobre un enlace fijo a través del estrecho. A finales de la década de 1990, se habían realizado estudios de factibilidad para construir un puente. Las ideas incluían un puente que llevara una autopista de cuatro carriles y dos vías férreas electrificadas. Esta solución se consideró durante años como el esquema más probable y se elaboraron planes detallados. Originalmente, se esperaba que el puente Fehmarn Belt estuviera terminado para 2018.
Sin embargo, a finales de 2010, después de más estudios de viabilidad, los planificadores del proyecto daneses declararon que un túnel sumergido presentaría menos riesgos de construcción y costaría aproximadamente lo mismo.
El puente habría tenido unos 20 kilómetros de largo y comprendería tres tramos atirantados. Los cuatro pilares de la subestructura del puente probablemente habrían tenido unos 280 metros de altura, con un espacio libre vertical de unos 65 metros sobre el nivel del mar, lo que permitiría que los barcos transoceánicos pasaran por debajo. El diseño de los enlaces del puente estaba siendo realizado por la empresa Dissing+Weitling por sus características estéticas y por las empresas COWI y Obermeyer por sus aspectos de ingeniería civil. El diseño propuesto habría llevado cuatro carriles de autopista y dos vías de tren.

### Solución de túnel
Aunque originalmente se concibió como un puente, Femern A/S (la empresa estatal danesa encargada de diseñar y planificar el enlace) anunció en diciembre de 2010 que era preferible un túnel, y la idea del túnel recibió el apoyo de una gran mayoría del Parlamento danés en enero de 2011. Por lo tanto, para 2012, la fecha de finalización se retrasó hasta 2021, y en 2014 se estimó que sería 2024, y luego, en 2015, se retrasó aún más hasta 2028. En 2020, se retrasó hasta 2029.
En febrero de 2015, el proyecto de ley para la construcción se presentó al parlamento danés y el gobierno danés presentó una solicitud de DKK 13 mil millones (€ 1,7 mil millones) en subvenciones de la UE, con el apoyo de Alemania y Suecia. En junio de 2015, la Comisión Europea otorgó a Dinamarca 589 millones de euros de financiación de la UE en el marco de su programa Mecanismo para conectar Europa (CEF), lo que permitió que el proyecto del túnel siguiera adelante. En marzo de 2017, la empresa operadora anunció la contratación de subcontratistas para el proyecto.
El 13 de diciembre de 2018, el Tribunal Europeo falló en favor de Scandlines en el asunto T‑630/15 relativo a ayudas estatales.
La comisión afirmó el 28 de septiembre de 2018 que no ha habido ayuda ilegal. La acción al respecto ha sido presentada ante los tribunales en enero de 2019, número de expediente T-7/19.

## Proyecto
Este proyecto es comparable en tamaño al Puente Øresund o al Puente Gran Belt. Según un informe publicado el 30 de noviembre de 2010 por Femern A/S (filial de la empresa estatal danesa Sund & Bælt Holding A/S), la empresa encargada de diseñar y planificar el enlace entre Dinamarca y Alemania, el corredor se ha determinado la alineación del enlace y se ubicará en un corredor que corre al este de los puertos de ferry de Puttgarden y Rødbyhavn.
El enlace fijo del cinturón de Fehmarn y sus vías dobles acortarán el viaje en tren de Hamburgo a Copenhague de cuatro horas y 58 minutos a tres horas y 15 minutos. Según los planes actuales, habrá un tren de pasajeros y dos trenes de mercancías en cada dirección por hora. La autopista entre Copenhague y Hamburgo ya es una autopista, salvo 25 kilómetros en Alemania que es una autopista de dos carriles. El estrecho Puente de Fehmarn Sound será reemplazado por un nuevo Túnel de Fehmarn Sound con una autopista de cuatro carriles y un ferrocarril de doble vía.

## Características del túnel
Los túneles submarinos están perforados o sumergidos: la perforación de túneles es común para túneles de aguas profundas de más de 4 o 5 kilómetros de largo, mientras que la inmersión se usa comúnmente para túneles que atraviesan aguas relativamente poco profundas. La inmersión implica dragar una zanja a lo largo del lecho marino, colocar un lecho de base de arena o grava y luego bajar las secciones del túnel de hormigón prefabricado en la excavación y cubrirla con una capa protectora de relleno de varios metros de espesor.
El enlace de Fehmarn está previsto para ser atravesado por un túnel sumergido. En los 17,6 km planificados, será el más largo jamás construido y superará los 13,5 km del Túnel de Marmaray del Bósforo, Turquía. El 30 de noviembre de 2010, el director del proyecto Femern A/S de Dinamarca anunció que había seleccionado el diseño del túnel sumergido presentado por el consorcio Ramboll, Arup y TEC. Según los gerentes de proyecto, además de ser el túnel sumergido más largo del mundo, será el túnel combinado de carretera y ferrocarril más largo del mundo; el túnel subterráneo para carreteras más largo del mundo; el túnel sumergido más profundo con tráfico por carretera y ferrocarril; y el segundo túnel sumergido de hormigón más profundo. El tamaño del proyecto es aproximadamente cinco veces la parte del túnel del enlace Øresund entre Dinamarca y Suecia, actualmente el túnel de hormigón sumergido más largo.
La sección más profunda de la Fosa del enlace de Fehmarn es de 35 metros y las secciones del túnel tendrán unos 10 metros de altura, por lo que las barcazas de dragado deberán ser capaces de alcanzar profundidades de más de 45 metros. El dragado producirá una zanja de unos 40 a 50 metros de ancho y de 12 a 15 metros de profundidad. Estos parámetros dan un total de unos 20 000 000 metros cúbicos de suelos a dragar. El equipo de dragado convencional solo puede alcanzar una profundidad de unos 25 metros. Para excavar la parte media de la zanja de Fehmarn, a más de 25 metros por debajo de la superficie del agua, es probable que se requieran dragas de agarre y dragas de tolva de succión de arrastre.
El túnel propuesto tendría 17,6 kilómetros de largo, 40 metros de profundidad por debajo de la superficie del mar y llevaría un ferrocarril de doble vía. [7] Los argumentos presentados a favor de un túnel incluyen su impacto ambiental marcadamente reducido, su independencia de las condiciones climáticas, ya que los vientos cruzados pueden tener un impacto considerable en camiones y remolques, especialmente en un puente norte-sur. Un túnel perforado se consideró demasiado caro.
Las secciones del túnel de hormigón prefabricado tendrán una sección transversal rectangular de unos 40 metros de ancho y 10 metros de alto, que contendrán cuatro pasillos separados (dos para automóviles y dos para trenes), además de un pequeño pasillo de servicio: ser tubos separados para vehículos en dirección norte y sur, cada uno de 11 metros de ancho, cada uno con dos carriles de circulación y un carril de avería; mientras que los pasillos de los trenes en dirección norte y sur tendrán 6 metros de ancho cada uno y unos 10 metros de altura; el pasillo de servicio tendrá 3 metros de ancho; la separación entre cada "tubo" variará, pero el ancho total será de 41,2 metros.

## Apoyo
Ha habido quejas de algunos políticos suecos sobre los largos tiempos de viaje en tren entre Suecia y Alemania, y la falta de trenes nocturnos. Esto hizo que viajar en tren, por ejemplo, de Estocolmo a Bruselas, fuera imposible a menos que se pasara una noche en un hotel en el camino. El enlace fijo del cinturón de Fehmarn mejoraría considerablemente el tiempo de viaje.
En 2020, el gobierno sueco decidió apoyar financieramente los trenes nocturnos internacionales de Estocolmo a Europa continental, uno de Estocolmo vía Copenhague a Hamburgo, que comenzó a operar por SJ en septiembre de 2022, y otro de Malmö a Bruselas, que no fue licitado y no se puso en marcha. Además de estos, hay un tren nocturno operado comercialmente de Estocolmo a Berlín vía Copenhague y Hamburgo, que funciona en temporadas populares, principalmente en horario de verano, operado por Snälltåget y comenzó en junio de 2021. Antes de 2021, un tren nocturno operó bajo varios operadores Malmö-Berlin (ruta originalmente más larga) desde 1909 hasta 2020 a través del ferry Trelleborg-Sassnitz.